# Alexandros Lōlīs
Alexandros Lōlīs (in greco Αλέξανδρος Λώλης?; Igoumenitsa, 5 settembre 2002) è un calciatore greco, difensore del PAS Giannina.

## Carriera

### Club
Cresciuto nel settore giovanile del PAS Giannina, ha esordito in prima squadra il 1º dicembre 2019 disputando l'incontro di Souper Ligka Ellada 2 vinto 2-0 contro il Platanias. Nella stagione successiva esordisce invece nella prima divisione greca.

### Nazionale
Nel 2020 ha esordito con la nazionale greca Under-21.

## Statistiche

### Presenze e reti nei club
Statistiche aggiornate al 5 febbraio 2022.
| Stagione        | Squadra         | Campionato      | Campionato | Campionato | Coppe nazionali | Coppe nazionali | Coppe nazionali | Coppe continentali | Coppe continentali | Coppe continentali | Altre coppe | Altre coppe | Altre coppe | Totale | Totale |
| Stagione        | Squadra         | Comp            | Pres       | Reti       | Comp            | Pres            | Reti            | Comp               | Pres               | Reti               | Comp        | Pres        | Reti        | Pres   | Reti   |
| --------------- | --------------- | --------------- | ---------- | ---------- | --------------- | --------------- | --------------- | ------------------ | ------------------ | ------------------ | ----------- | ----------- | ----------- | ------ | ------ |
| 2019-2020       | PAS Giannina    | SL2             | 5          | 0          | CG              | 1               | 0               |                    | -                  | -                  |             | -           | -           | 6      | 0      |
| 2020-2021       | PAS Giannina    | SL              | 10         | 0          | CG              | 3               | 0               |                    | -                  | -                  |             | -           | -           | 13     | 0      |
| 2021-2022       | PAS Giannina    | SL              | 15         | 0          | CG              | 0               | 0               |                    | -                  | -                  |             | -           | -           | 15     | 0      |
| Totale carriera | Totale carriera | Totale carriera | 30         | 0          |                 | 4               | 0               |                    | -                  | -                  |             | -           | -           | 34     | 0      |

## Palmarès

### Club

#### Competizioni nazionali
- Souper Ligka Ellada 2: 1

PAS Giannina: 2019-2020